# Рахатский сельский округ
Рахатский сельский округ (каз. Рахат ауылдық округі) — административная единица в составе Енбекшиказахского района Алматинской области Казахстана. Административный центр — село Кайназар. 
Население — 19032 человека (2009; 11473 в 1999). 

## Административное устройство
| Населённый пункт | Население, лиц (1999) | Население, лиц (2009) |
| ---------------- | --------------------- | --------------------- |
| Азат, село       | 3710                  | ▲5848                 |
| Кайназар, село   | 3203                  | ▲4058                 |
| Орикти, село     | 2324                  | ▲6735                 |
| Рахат, село      | 2236                  | ▲2391                 |